# Heer van Diezenvaart
De Heer van Diezenvaart is een waterweg in de Nederlandse provincie Overijssel.
De Heer van Diezenvaart is een schakel in de vaarverbindingen vanaf Blokzijl door De Weerribben naar de Friese waterwegen. Het kanaal loopt vanuit het plaatsje Nederland - vanaf de Roomsloot - tot het punt waar de Heuvengracht en de Kalenbergergracht samenkomen.